# ちとせ (護衛艦)
ちとせ（ローマ字：JDS Chitose, DE-220）は、海上自衛隊の護衛艦。ちくご型護衛艦の6番艦。艦名は千歳川に由来し、この名を受け継いだ日本の艦艇としては、旧海軍の巡洋艦「千歳」、空母「千歳」に続き3代目にあたる。

## 艦歴
「ちとせ」は、第3次防衛力整備計画に基づく昭和45年度計画警備艦1220号艦として、日立造船舞鶴造船所で1971年10月7日に起工され、1973年1月25日に進水、1973年8月31日に就役し、第4護衛隊群第35護衛隊に編入され大湊に配備された。
1982年3月27日、横須賀地方隊隷下に第37護衛隊が新編され「あやせ」とともに編入、定係港が横須賀に転籍。
1983年10月の三宅島噴火による災害派遣活動に従事。
1986年11月の伊豆大島三原山噴火による災害派遣活動に従事。
1996年5月16日に実施された第57回下田黒船祭にアメリカ海軍ミサイルフリゲート「カーツ」等とともに参加する。
1996年8月1日、横須賀地方隊第33護衛隊に編入。
1997年2月4日、千葉県犬吠埼沖で遭難した船舶の捜索に護衛艦「あまぎり」等とともにあたる。
1999年4月13日、除籍。25年7ヶ月の就役期間中、監視任務に32回、グアム・フィリピン方面海上実習に6回、自衛隊観艦式に4回参加。総航程は約53万2,700浬、地球約25周分、月までの距離に換算すると約1往復半に及んだ。